# Iralabarri

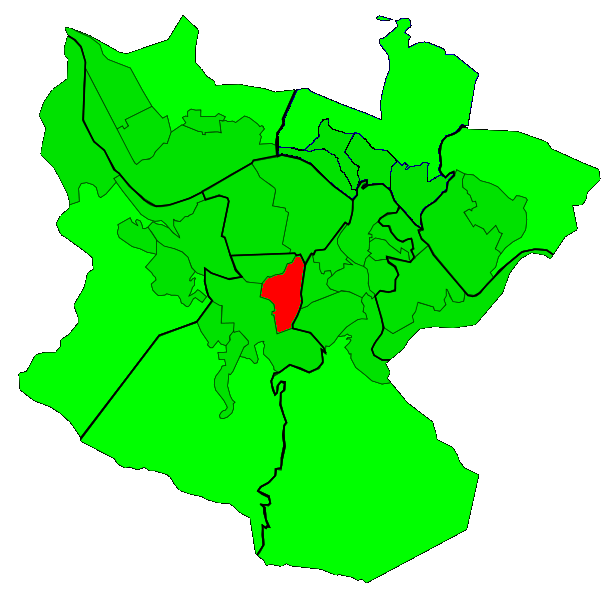
Ubicació d'Iralabarri

Iralabarri és un barri del districte bilbaí d'Errekalde. Té una superfície de 0,39 kilòmetres quadrats i una població d'11.696 habitants (2006). Limita al nord amb el barri d'Ametzola, al sud i oest amb Errekaldeberri i a l'est amb Zabala i San Adrian.
Consta de grans zones verdes com el parc d'Eskurtze (zona superior del barri), que arriba fins a l'autopista de Juan de Garay. Disposa de 3 col·legis públics (Isabel Gallego Gorria, CP Tomás Camacho i CP Amor Misericordioso)i un institut (IES Eskurtze).
El barri pateix grans obres urbanístiques per a la seva millora, els habitatges del carrer Jaen, la part d'Irala d'Ametzola, el museu del Pa, la Plaça de Batalla de Padura, augment de voreres per als vianants, nous fanals, jardins, soterrament de les vies de RENFE i, potser en un futur les de FEVE.